# 2367 Прага
2367 Прага (2367 Praha) — астероїд головного поясу, відкритий 8 січня 1981 року.
Тіссеранів параметр щодо Юпітера — 3,653.